# Pseudonicsara zugi
Pseudonicsara zugi är en insektsart som beskrevs av Sigfrid Ingrisch 2009. Pseudonicsara zugi ingår i släktet Pseudonicsara och familjen vårtbitare. Inga underarter finns listade i Catalogue of Life.